# Comissão Oceanográfica Intergovernamental
A Comissão Oceanográfica Intergovernamental, ou IOC (Intergovernmental Oceanographic Commission) foi criada em 1960.
É uma comissão da UNESCO, órgão da ONU.
Os objetivos dessa comissão é estudar: 
- a proteção do ambiente marinho
- a pesca e os ecossistemas
- a mudança climática
- a monitoração e observação dos oceanos
- a gestão de áreas costeiras
- a gestão de dados e informações
- a redução de desastres naturais

Além disso, fomenta a cooperação entre os países-membros no estudo oceanográfico, além de estimular governos a informarem problemas costeiros e oceanográficos dentro de sua jurisdição ou não, para que se dividam os conhecimentos, as tecnologias e a informação sobre o ambiente oceanográfico.
A comissão conta com a adesão de 132 países, dos quais 41 fazem parte do comitê executivo da organização.

## Ligações Externas
http://ioc.unesco.org/iocweb/ Site oficial - em inglês